# 日高見國
日高見國（日语：〔〕／ Hitakami No Kuni */?）是一个日本历史概念。日高见国的本意是“位于日出之地的国家”，换句话说就是位于东方的国家。
关于日高见国具体指代的范围，存在不同说法。大祓词中的祝词用日高见国代指「大和」，而《日本书纪》与《常陆国风土记》等书则主张日高见国位于大和政权东北方曾由虾夷统治的地区。有时常陆国（大约等同今茨城县）信太郡也称为“日高见国”。

## 通说
根据大祓词中的祝词，日高见国指大和的美称之一“大倭日高见国”，因此日高见国在这里就是大和的别名。《释日本纪》中认为：“四望高遠之地、可謂日高見国歟、指似不可言一処之謂耳。”然而，日本对于这段话自古以来就有多种解释，未有定论。
津田左右吉认为日高见国并不是一个真实存在的地名，只是一个存在于空想中、与日出的方向有关联的地方。根据神话学者松村武雄的看法，大祓词中将位于神话中天孙降临的日向国东方的大和一带称为“日升之国”（日の上の国/日の昇る国）；之后随着神武东征、大和政权的建立，又开始将位于大和地区东方的地区称为日高见国。由此，有观点提出日高见国就是指王权尚不能触及的东方地区，日高见国指代的位置随律令制国家的扩张而逐渐向东向北演进。
因“日高”在日语中含有“日出”的意思，也有说法认为日高见国是指常陆国信太郡，因为鹿岛神宫相对信太郡位于日出的方向，所以在信太郡向鹿岛神宫的方向参拜（見る/拝む）就有了“日高见”的意思。按这一逻辑，信太郡就是日高见国。还有一种说法认为日高国是由于对常陆国日高见道名称的误传而产生的名称。

## 新的观点

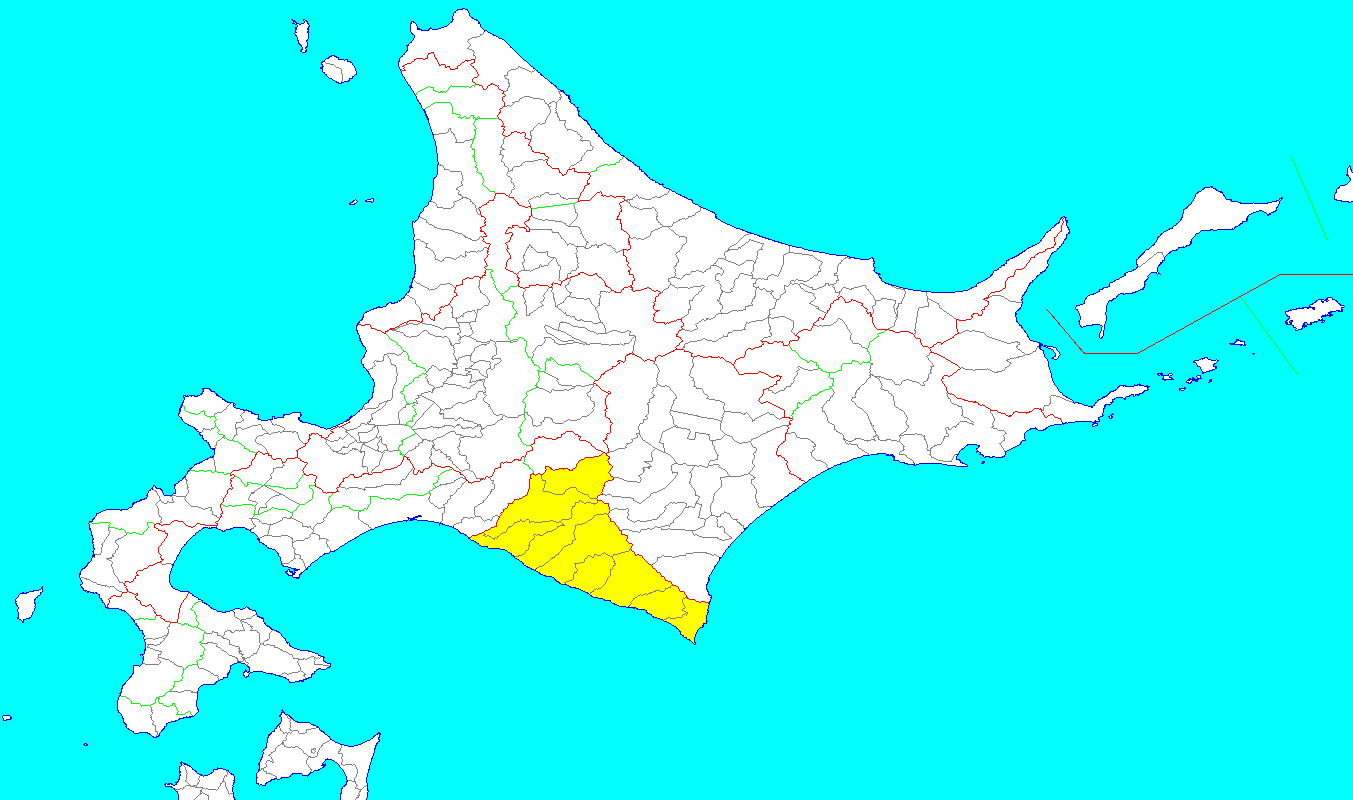
名称取自“日高见国”的旧令制国日高国在北海道的位置

语言学家金田一京助曾在《公望私记》中对古籍中的“四望高远之地”进行批判。金田一得出的结论是“日高见”是“北上川”这一地名的由来。历史学家高橋富雄认为“日高见”与日本的“日之本”（日の本）是同一意思。

## 衍生
北海道的旧令制国名日高国即取自“日高见国”。